# Ingo Weißenborn
Ingo Weißenborn est un fleurettiste allemand né le 29 novembre 1963 à Bernbourg.

## Carrière
Lors des Jeux olympiques d'été de 1992 à Barcelone, Ingo Weißenborn est sacré champion olympique en fleuret par équipe avec Thorsten Weidner, Ulrich Schreck, Udo Wagner et Alexander Koch.